# Hentziectypus apex
Hentziectypus apex là một loài nhện trong họ Theridiidae.
Loài này thuộc chi Hentziectypus. Hentziectypus apex được Herbert Walter Levi miêu tả năm 1959.